# Mundialito féminin 1988
Navigation
Édition précédente
Le Mundialito féminin 1988 est la cinquième et dernière édition du Mundialito féminin, une compétition de football féminin non homologuée. Le tournoi se déroule à Arco et Riva del Garda en Italie du 20 au 30 juillet 1988.
Six équipes sont invitées à cette compétition. La victoire finale revient à l'Angleterre qui bat l'Italie 2-1 en finale, et qui remporte ce tournoi pour la deuxième fois. Les États-Unis battent la France 1-0 dans le match pour la troisième place.

## Résultats

### 1ertour
- Groupe A

| Date       |            |                      | Score |
| 20/07/1988 | Italie     | Allemagne de l'Ouest | 1 - 0 |
| 22/07/1988 | États-Unis | Allemagne de l'Ouest | 2 - 1 |
| 24/07/1988 | Italie     | États-Unis           | 2 - 1 |

|   |                      | Pts | J | G | N | P | Bp | Bc |
| 1 | Italie               | 4   | 2 | 2 | 0 | 0 | 3  | 1  |
| 2 | États-Unis           | 2   | 2 | 1 | 0 | 1 | 3  | 3  |
| 3 | Allemagne de l'Ouest | 0   | 2 | 0 | 0 | 2 | 1  | 3  |

- Groupe B

| Date       |            |            | Score |
| 20/07/1988 | Angleterre | Italie B   | 3 - 0 |
| 22/07/1988 | France     | Angleterre | 1 - 1 |
| 24/07/1988 | France     | Italie B   | 1 - 1 |

|   |            | Pts | J | G | N | P | Bp | Bc |
| 1 | Angleterre | 3   | 2 | 1 | 1 | 0 | 4  | 1  |
| 2 | France     | 2   | 2 | 0 | 2 | 0 | 2  | 2  |
| 3 | Italie B   | 1   | 2 | 0 | 1 | 1 | 1  | 4  |

### Demi-finales
| Date       |            |            | Score |
| 26/07/1988 | Italie     | France     | 3 - 0 |
| 27/07/1988 | Angleterre | États-Unis | 2 - 0 |

### Match pour la3eplace
| Date       |            |        | Score |
| 29/07/1988 | États-Unis | France | 1 - 0 |

### Finale
| Date       |            |        | Score |
| 30/07/1988 | Angleterre | Italie | 2 - 1 |